# Teorías sobre la función de la pena
Las teorías sobre la función de la pena pretenden determinar la función que la sanción penal o pena tiene asignada y que, a su vez, permite establecer cuál es la función que posee el Derecho penal en general.

## Teorías absolutas
La pena es un fin en sí mismo, es decir, su función es restablecer el daño causado. Es decir, al considerar a un delito como el daño que se hace al orden social determinado (contemplado en la ley) entonces se aplica una pena con el fin de que devuelva el orden social. Además se debe de considerar a la pena como la retribución que el Estado le otorga a la víctima del delito. El retribucionismo se inspira en Tomás de Aquino, Immanuel Kant o Georg W. F. Hegel.
Kant concibió la retribución como un principio jurídico:

El castigo judicial no puede nunca ser usado como mero medio para promover otro bien, ya sea en favor del criminal mismo o de la sociedad civil, sino que debe en todos los casos imponérsele bajo el sustento de que se ha cometido un crimen.
Inmanuel Kant.

Algunos penalistas contemporáneos que adhieren al retribucionismo son Andrew von Hirsch y Urs Kindhäuser.

## Teorías relativas
Las teorías relativas otorgan un fin ulterior a la pena, como prevenir futuros delitos. El prevencionismo es la principal teoría relativa, y se divide en dos tendencias, el prevencionismo general, dirigido a la sociedad como un todo, y el prevencionismo especial, dirigido al individuo que cometió el delito. Ambas tienen subdivisiones, prevención positiva o negativa, dependiendo del enfoque que tenga.

### Teoría preventiva general
La prevención general apunta a la generalidad de los individuos de una sociedad. En su versión negativa, impulsada por von Feuerbach (de quien cabría destacar la Teoría de la aversión psicológica), se dice que el conjunto de normas penales está respaldado por la aversión  de  la conducta tipificada en la norma penal como delito y la consumación de lo injusto conllevaría la tipificación de normas prohibitivas por parte el legislador. Esta aversión previene que la sociedad  ejecute el comportamiento legalmente prohibido, de manera que reprocha el comportamiento delictivo.
Sin embargo, la corriente positiva de la prevención general propugna reafirmar las expectativas de cumplimiento de las normas jurídicas que cualquier persona tiene, y que se ven quebrantadas cuando terceras personas cometen un delito. Defensor de esta teoría es el alemán Günther Jakobs, que ideó el Derecho penal del enemigo.

### Teoría preventiva especial
Trata los efectos que tiene la aplicación de una pena en el individuo a la que va dirigida. El principal objetivo de esta clase de prevención será evitar que aquel que ya haya cometido un acto ilícito vuelva a tener tal actitud en el futuro. Así, la prevención especial no va dirigida al conjunto de la sociedad, sino a aquellos que ya hayan vulnerado el ordenamiento jurídico. Uno de los principales autores dentro de esta corriente es Franz von Liszt, autor del Programa de Marburgo. La prevención especial entiende que el fin de la pena es resocializar al individuo (vertiente positiva) o intimidarlo (vertiente negativa). El Estado debe velar por regularizar las conductas de los ciudadanos, buscando la creación de una experiencia de utilidad, persuadiendo al sujeto de que no es conveniente delinquir ya que la consecuencia será un mal mayor que la satisfacción procurada por el delito.
Esta es la finalidad que adopta la pena en el Sistema Interamericano de Derechos Humanos, de acuerdo al artículo 5° numeral 6 de la Convención Americana sobre Derechos Humanos, la cual señala expresamente que "las penas privativas de la libertad tendrán como finalidad esencial la reforma y la readaptación social de los condenados". También se sostiene que es la teoría adoptada por el Código Penal de la Nación Argentina, siendo notorio en el régimen progresivo de la pena, culminando el mismo con la libertad condicional.

#### Efectos de la prevención especial
La efectividad de la prevención especial tiene una doble vertiente:
- Peligrosidad criminal: La aplicación de la pena evita que el sujeto cometa actos ilícitos, de manera que se busca evitar el peligro que para la sociedad supone el criminal.
- Prevención especial en sentido estricto: Supone el condicionamiento interno del sujeto que ha infringido la norma para que no vuelva a realizar tales infracciones. Así pues, la prevención especial en sentido estricto está íntimamente ligada a la figura de la reincidencia, e indirectamente unida a la peligrosidad criminal, pues intenta reducir el riesgo que la sociedad padece con el sujeto criminal.

## Teorías mixtas o eclécticas
Estas sostienen que no es posible adoptar una fundamentación desde las formas teóricas antes mencionadas, y proponen teorías multidisciplinarias que suponen una combinación de fines preventivos y retributivos e intentan configurar un sistema que recoja los efectos más positivos de cada una de las concepciones previas. Dentro de esta corriente ecléctica están autores como Eberhard Schmidhäuser, Claus Roxin y Eugenio Raul Zaffaroni.